# The Wolf Among Us 2
The Wolf Among Us 2 es un próximo videojuego de aventura gráfica episódico que está siendo desarrollado y publicado por Telltale Games en asociación con AdHoc Studio, un estudio que consiste de personal anterior de Telltale. Es una secuela del juego de 2013 The Wolf Among Us, con el título siendo llevado a cabo seis meses después de los eventos ocurridos en el título anterior.

## Desarrollo
Cuando The Wolf Among Us fue completado en julio de 2014, Telltale Games había pensado en hacer una segunda temporada, pero ya se habían comprometido en los proyectos que condujeron a Tales from the Borderlands, Minecraft: Story Mode, y Game of Thrones. La compañía era consciente del gran interés en una segunda temporada a lo largo de los años intermedios y buscaban el momento adecuado para desarrollarla.
Una segunda temporada por nombrar fue anunciada durante la San Diego Comic Con de julio de 2017 y estaba fijada para estrenarse en 2018 para computadoras personales, consolas, y dispositivos móviles. Adam Harrington y Erin Yvette iban a regresar para dar voz a Bigby Wolf y Snow White, respectivamente. Stauffer dijo que la segunda temporada no resolvería el cliffhanger aparente relacionado con la conexión de Nerissa con Faith; dijo que estaba destinado a terminar de manera similar a un trabajo de cine negro que hizo que el espectador pensara en las implicaciones, pero nunca vio esto en sí mismo como un cliffhanger. En cambio, la segunda temporada hubiera continuado con más narrativa relacionada con Bigby y Snow White. En mayo de 2018, Telltale anunció que debido a problemas internos del estudio, tuvieron que retrasar el lanzamiento de la secuela hasta 2019. En septiembre de 2018, Telltale cerró la mayoría del estudio debido a "desafíos insuperables", cancelando la segunda temporada de The Wolf Among Us, entre otros proyectos en desarrollo.
Tras el renacimiento de Telltale por LCG Entertainment, The Wolf Among Us fue una de los títulos readquiridos por LCG, pero ningún anuncio sobre una secuela fue hecho en ese momento. La compañía anunció The Wolf Among Us 2 en The Game Awards 2019. La secuela continuará los eventos luego del primer juego, aunque se mantendrá como una precuela de la serie de cómics. El juego está siendo desarrollado en asociación con AdHoc Studio, formado por personal anterior de Telltale Games, que se enfocará en la narrativa del juego y los elementos cinemáticos mientras que Telltale implementará el gameplay y otros diseños. En adición al regreso del personal de Telltale, Harrington e Yvette regresarán para dar voz a Bigby y Snow White, y Jared Emerson-Johnson compondrá la música para el juego. El juego está siendo desarrollado en Unreal Engine 4, y será lanzado en un enfoque episódico. Esta secuela se trabajará completamente desde cero, sin usar ninguna de las ideas y trabajo inicial que se había realizado bajo el antiguo estandarte de Telltale antes de su cierre. A diferencia del enfoque del ciclo de desarrollo anterior del antiguo Telltale, donde cada episodio se desarrollaba de manera independiente, todos los episodios de The Wolf Among Us 2 están siendo desarrollados de manera simultánea. El juego estaba fijado para ser lanzado en 2023, pero el 1 de marzo de 2023, Telltale anunció que el juego sería retrasado hasta 2024. El equipo de desarrollo decidió que cambiar a Unreal Engine 5 "valdría la pena" de re-hacer mucho del trabajo que había sido hecho en Unreal Engine 4 debido a la abundancia de features en una versión más nueva del motor, la decisión de retrasar el lanzamiento fue para evitar el crunch durante este cambio.
Telltale tuvo que despedir a una parte de su equipo en septiembre de 2023 debido a las "condiciones de mercado", aunque afirmaron que el trabajo de The Wolf Among Us 2 estaba en curso. El artista cinematográfico de Telltale Jonah Huang (que había trabajado en su versión actual y original) fue uno de los afectados, y declaró que el estudio "nos despidió a la mayoría de nosotros a principios de septiembre". Se desconoce si las afirmaciones del creador de Fables Bill Willingham, de que la propiedad es de ahora dominio público afectarán el juego de alguna forma.